# Eccidio di Pisino
L'eccidio di Pisino è stata una strage nazifascista avvenuta il 4 ottobre 1943 nella località di Pisino, all'epoca facente parte del Regno d'Italia (oggi in Croazia) e nella quale persero la vita 157 persone.
Dopo le prime fasi dell'avanzata, i tedeschi iniziarono a riorganizzarsi e prepararsi per la conclusione dell'occupazione. Il timore che il movimento partigiano locale potesse diventare un supporto per il possibile sbarco alleato nell'Adriatico settentrionale, rafforzò nei tedeschi la convinzione della necessità di arrivare ad una soluzione radicale della questione. Fu qui che nacque la decisione di far partire una serie di operazioni di perlustrazione e di rastrellamento in tutta la zona, con l'obiettivo di stroncare sul nascere le bande ribelli ed eliminare la presunta presenza di partigiani. 

## Descrizione dell'avvenimento
Verso le 11.00 del mattino del 4 ottobre, 13 Stukas si portarono sulla cittadina e così iniziò il bombardamento con bombe di medio calibro colpendo tutto l'abitato. Alcuni civili fuggirono nelle campagne circostanti, mentre molti trovarono la morte. Il bombardamento cessò dopo circa due ore, quando si avvicinò alla città la prima colonna corazzata germanica, proveniente dalla strada della valle di Vermo. La testa della colonna raggiunse le prime case dal lato sud, ma fu subito accolta dal fuoco di fucileria proveniente dalle prime case. Questi spari fecero scattare nelle forze tedesche una ferocissima reazione nei confronti della città. I tedeschi risposero al fuoco con i panzer, colpendo e incendiando le case dalle quali provenivano i colpi. La colonna proseguì verso il centro della cittadina soffocando ogni tentativo di resistenza con le cannonate e con il fuoco. La città, che ospitava il comando operativo delle forze partigiane locali e anche sede del Movimento di Liberazione slavo in Istria, doveva essere punita. Dall'Istria il 5 ottobre un rapporto di fonte tedesca sui fatti dell'operazione a Pisino segnalava che erano stati uccisi 157 "Banditi".

## Responsabili
Unità Waffen-SS, che appartenevano alla «Leibstandarte Adolf Hitler»:
- III. Btl./SS-Pz.Gren.Rgt. 1
- SS-Pz.Pi.Btl.